# Volkshaus (Biel)

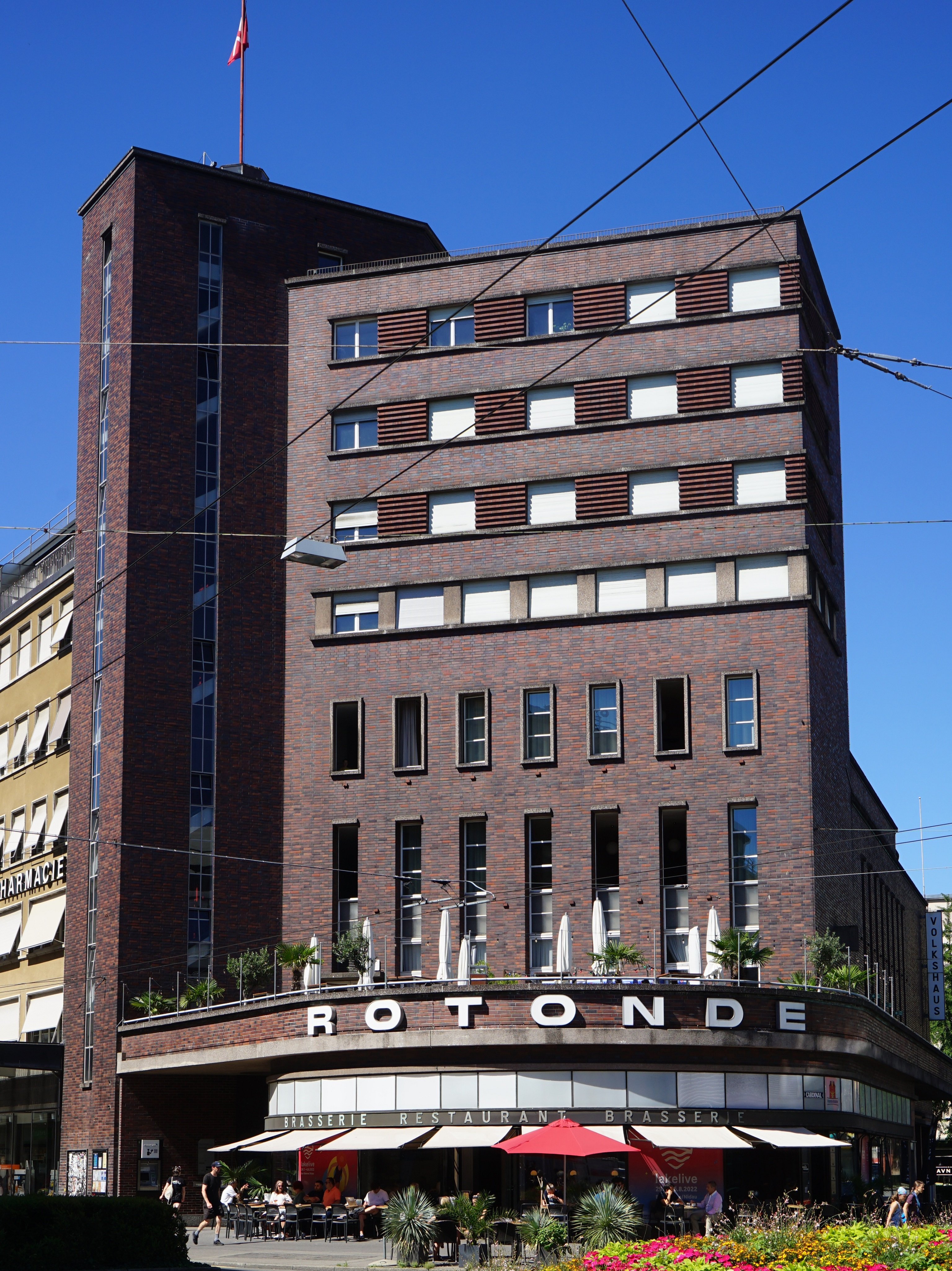
Das Volkshaus, Gesamtansicht (2022)

Das Volkshaus in Biel (französisch Bienne) im Kanton Bern in der Schweiz wurde bis 1932 errichtet. Das Volkshaus gilt als «Symbol des Roten Biel» sowie «herausragendstes Beispiel» der Bieler Moderne und steht als Kulturgut unter Denkmalschutz. Architekt war Eduard Lanz.

## Lage

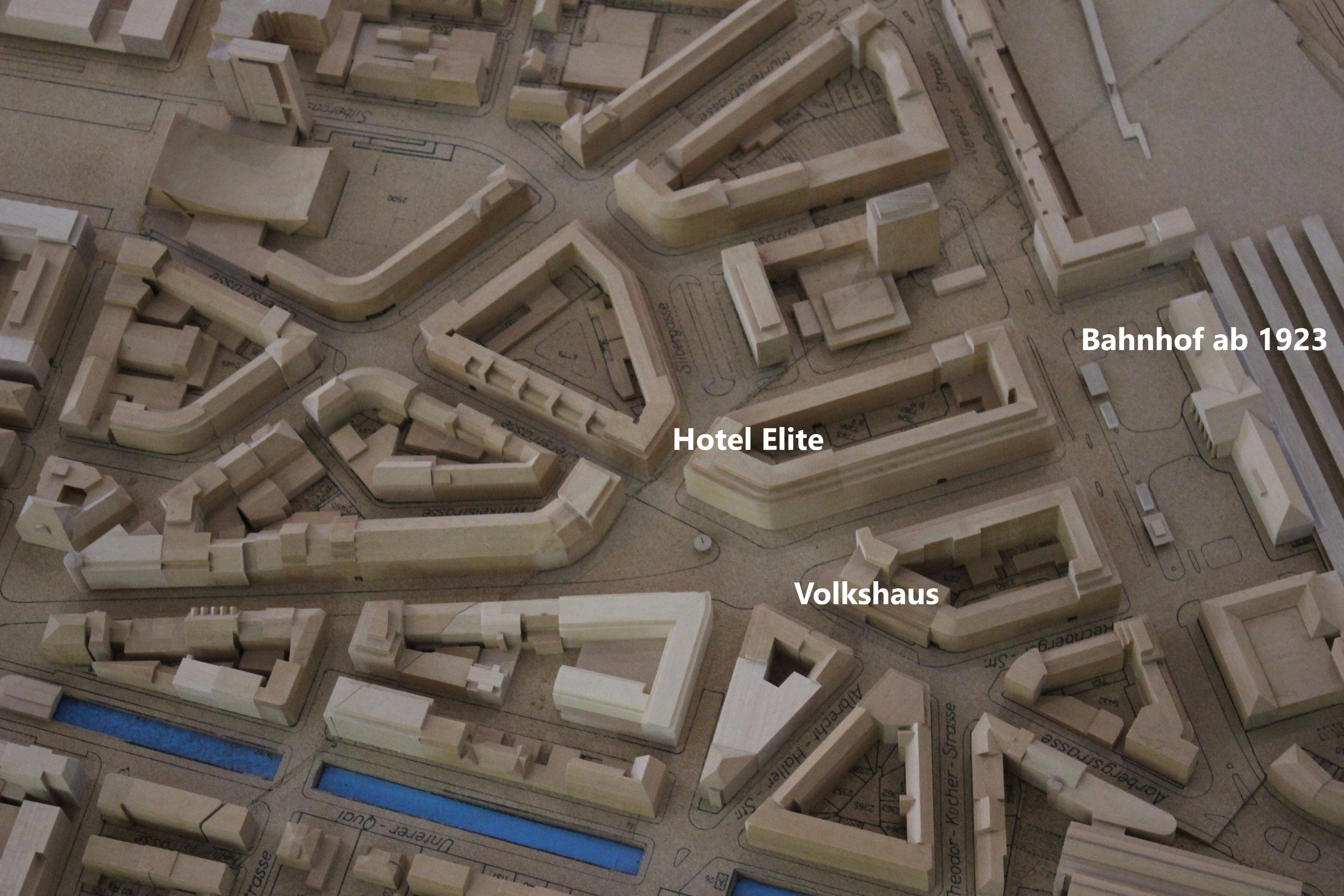
Volkshaus und Hotel Elite

Das Bauwerk befindet sich im Quartier Neustadt Süd (Nouvelle ville sud) südlich der Schüss. Es ist Teil der «Baugruppe T» (Bahnhofquartier) und schliesst als Nummer «11» mit dem «Hotel Elite» die Bahnhofstrasse als «dominanter Platzabschluss» im Osten ab. Das Hotel steht am Standort des zweiten Bieler Bahnhofs von 1864. Das Bahnhofquartier gilt mit einheitlich geplanten Strassenzügen in der Schweiz als «einzigartig».

## Geschichte
Die Sozialdemokratische Partei (SP) errang 1919 und 1921 die Mehrheit im Gemeinde- und Stadtrat und die Ära des «Roten Biel» begann. Stadtpräsident wurde Guido Müller, der bis 1947 im Amt blieb. Die neue linke Mehrheit prägte gezielt eine moderne Baupolitik im Stil des Neuen Bauens. Aber auch der bürgerliche Baudirektor Julius Voegtli, der von 1925 bis 1944 Gemeinderat war, sowie verschiedene leitende Beamte der Stadtverwaltung unterstützten die Vorhaben. Durch die Verlegung des Bieler Bahnhofes waren umfangreiche Grundstücke frei geworden, für die die Stadt Biel 1930 Sonderbauvorschriften erliess. In den Jahren von 1927 bis 1948 wurde das «Bahnhofquartier» nördlich des Bahnhofs in gestalterisch geschlossener Architektur, der Bieler Moderne, errichtet.
Die Arbeiter-Union betrieb zuerst im ehemaligen Abtenhaus seit 1892 ein Volkshaus mit Restaurant und Versammlungsräumen. Von 1916 bis 1932 nutzte man Mieträume im Gebäude Juravorstadt 9, die aber völlig unzureichend waren. Die 1919 gegründete Volkshausgenossenschaft forderte deshalb einen Neubau auf dem freien Grundstück des ehemaligen Bahnhofs. Parallel entstand von der bürgerlichen Seite der Wunsch, ein Luxushotel zu bauen. Um 1900 war Biel ein wichtiger Standort für die Uhrenindustrie geworden und die Unternehmer benötigten angemessene Unterbringungsmöglichkeiten für die zahlungskräftige ausländische Kundschaft. Ein Komitee zum Bau eines Luxushotels bildete sich 1926 und 1928 folgte die Gründung der Hotel Elite AG. Durch die gleichzeitige Planung des Volkshauses und des Hotels konnte man sowohl die bürgerlichen als auch die linken Stimmbürger überzeugen und in der Volksabstimmung 1929 wurde die finanzielle Unterstützung beider Vorhaben beschlossen.
Der Architekt Eduard Lanz plante das in den Jahren von 1930 bis 1932 fertiggestellte Volkshaus. Lanz entwarf einen kubisch gestaffelten Ständerbau. Das achtstöckige Haus ist mit rotem Klinker verkleidet. Es beherbergte ein Restaurant, Versammlungsräume, Gewerkschaftssekretariate und ein Hotel mit einfachem Standard. Die Architektursprache des Gebäudes ist modern, Lanz ordnete sich mit seinem Entwurf den vorgegebenen Baurichtlinien jedoch nicht unter und schuf eine selbstbewusstes Zeichen für die Arbeiterstadt Biel.
In den 1950er Jahren verliessen die Gewerkschaftssekretariate das Gebäude. Das unrentable Hotel und die Konkurrenz mit dem 1966 eröffneten Kongresshaus waren mitverantwortlich für den Konkurs der Volkshausgenossenschaft 1977. Im gleichen Jahr sprach man sich in einer Abstimmung gegen den Ankauf des Gebäudes durch die Stadt Biel aus. Dies änderte sich, als Pläne zur Privatisierung z. B. als Einkaufszentrum bekannt wurden. Die «Interessengemeinschaft Volkshaus», ein Bündnis aus Kultur, linken Parteien und sozialen Bewegungen formierte sich. Es wurde ein Nutzungskonzept entwickelt, in das neue Unterrichtsräume für das Konservatorium und die Musikschule integriert werden konnten. Sehr knapp, mit 8202 Ja- zu 7438 Nein-Stimmen entschied man sich 1983 zum Kauf des Volkshauses durch die Stadt und das Gebäude wurde in der Zeit zwischen 1986 und 1989 saniert. Seither beherbergt der Vorbau das Restaurant «Rotonde», dessen Name sich im Volksmund inzwischen für das ganze Gebäude durchgesetzt hat.
Das Gebäude wurde durch die Regierungsratsbeschlüsse «RRB 3130» vom 14. September 1989 sowie «RRB 0537» vom 20. Februar 1990 geschützt und 2003 rechtswirksam im Bauinventar des Kantons als «schützenswert» verzeichnet. Es ist in das Schweizerische Inventar der Kulturgüter von nationaler Bedeutung (Kategorie A) eingetragen.

## Belege
1. 1 2  Denkmalpflege des Kantons Bern: Biel/Bienne, Bahnhofstrasse 11. In: Bauinventar des Kantons Bern. Kanton Bern, abgerufen am 18. Januar 2024.
2. ↑  Denkmalpflege des Kantons Bern: Biel/Bienne, Bahnhofstrasse 14. In: Bauinventar des Kantons Bern. Kanton Bern, abgerufen am 18. Januar 2024.
3. 1 2 3 4  Volkshaus und Hotel Elite. Das „rote“ und das „bürgerliche“ Biel am General-Guisan-Platz. in: Häuser erzählen... die Geschichte Biels vom Mittelalter bis heute. Museum Neuhaus, Biel, 2010, S. 58–61.
4. ↑  KGS-Nr.: 00789.

Koordinaten: 47° 8′ 3,9″ N, 7° 14′ 37,3″ O; CH1903: 585212 / 220401